# Рамос, Доминго
Доми́нго Ра́мос (яп. ドミンゴ・ラモス; род. 9 октября 1960) — японский и филиппинский шахматист, международный мастер (1980). Тренер ФИДЕ (2006). Бронзовый призёр командного чемпионата Азии 1983. В составе сборных Филиппин и Японии участник пяти Олимпиад (за Филиппины — 1980 1984, за Японию — 1994, 1996, 1998).